# Dekanat północnokaukaski
Dekanat północnokaukaski (ros. Деканат Северо-Кавказский) – rzymskokatolicki dekanat diecezji św. Klemensa w Saratowie, w Rosji. W jego skład wchodzi 10 parafii.
Dekanat obejmuje:
- Republikę Czeczeńską – 0 parafii
- Republikę Dagestanu – 0 parafii
- Republikę Inguszetii – 0 parafii
- Republikę Kabardo-Bałkarii – 3 parafie
- Republikę Karaczajo-Czerkiesji – 0 parafii
- Republikę Osetii Północnej – 1 parafia
- Kraj Stawropolski – 6 parafii

## Parafie dekanatu
- Błagowieszczenka – parafia Zwiastowania Pańskiego (obsługiwana przez księży z parafii św. Józefa w Nalczyku)
- Władykaukaz – parafia Wniebowstąpienia Jezusa Chrystusa
- Gieorgijewsk – parafia Najświętszego Serca Pana Jezusa (obsługiwana przez księży z parafii Przemienienia Pańskiego w Piatigorsku)
- Kisłowodzk – parafia św. Teresy od Dzieciątka Jezus (obsługiwana przez księży z parafii Przemienienia Pańskiego w Piatigorsku)
- Nalczyk – parafia św. Józefa
- Niewinnomyssk – parafia Świętej Rodziny (obsługiwana przez księży z parafii Przemienienia Pańskiego w Piatigorsku)
- Nowopawłowsk – parafia Miłosierdzia Bożego (obsługiwana przez księży z parafii Przemienienia Pańskiego w Piatigorsku)
- Prochładnyj – parafia Świętej Rodziny (obsługiwana przez księży z parafii św. Józefa w Nalczyku)
- Piatigorsk – parafia Przemienienia Pańskiego
- Stawropol – parafia Przemienienia Pańskiego (obsługiwana przez księży z Wspólnoty Najświętszego Serca Pana Jezusa w Sadowoje[a])